# Jodel Dossou
Jodel Dossou (ur. 17 marca 1992 w Dassa-Zoumé) – beniński piłkarz występujący na pozycji pomocnika.

## Kariera klubowa
Dossou seniorską karierę rozpoczynał w 2009 roku w zespole CIFAS de Djeffa, grającym w drugiej lidze benińskiej. Następnie występował w pierwszoligowych drużynach Requins de l’Atlantique FC oraz Tonnerre d’Abomey FC, a na początku 2013 roku przeszedł do tunezyjskiego Club Africain. Do końca sezonu 2012/2013 rozegrał 3 spotkania i zdobył 1 bramkę w lidze tunezyjskiej.
W styczniu 2014 Dossou został zawodnikiem austriackiego Red Bull Salzburg. W jego barwach nie rozegrał żadnego spotkania, występował za to w klubie filialnym Red Bulla – FC Liefering, uczestniczącym w rozgrywkach drugiej ligi. W grudniu 2014 odszedł z Red Bulla, a w lipcu 2015 podpisał kontrakt z Austrią Lustenau, w barwach której przez trzy sezony występował w drugiej lidze.
W 2018 roku przeszedł do zespołu FC Vaduz z Liechtensteinu, występującego w drugiej lidze szwajcarskiej. W 2019 został zawodnikiem TSV Hartberg. Od 2020 jest piłkarzem francuskiego Clermont Foot 63.

## Kariera reprezentacyjna
W reprezentacji Beninu Dossou zadebiutował 9 czerwca 2013 w przegranym 1:3 meczu el. do MŚ 2014 z Algierią, a 27 marca 2016 w wygranym 4:1 spotkaniu kw. do Pucharu Narodów Afryki 2017 z Sudanem Południowym strzelił swojego pierwszego gola w kadrze.